# Jérôme Bonnissel
Jérôme Bonnissel (Montpellier, 11 aprile 1973) è un ex calciatore francese, di ruolo difensore.

## Carriera
Bonnissel debuttò in Division 1 con la squadra della sua città natale, il Montpellier, dove giocò per quattro stagioni.
Nel 1996 si trasferì nel club spagnolo del Deportivo.
Dopo tre anni ritornò in Francia con la maglia biancoblù del Bordeaux, squadra con la quale vince il suo primo trofeo, la Coupe de la Ligue nel 2002.
Nel mercato di gennaio del 2003 si trasferisce a Glasgow per giocare nei Rangers. Il club in quell'anno centrò il treble domestico e Bonnissel accumulò 3 presenze.
Scaduto il contratto, il difensore francese si accasò al Fulham per due stagioni.
Nel 2006, dopo una parentesi di sei mesi al Marsiglia, il giocatore si ritirò.

## Palmarès
- Coupe de la Ligue: 1

Bordeaux: 2001-2002
- Campionato scozzese: 1

Rangers: 2002-2003
- Coppa di Lega scozzese: 1

Rangers: 2002-2003
- Coppa di Scozia: 1

Rangers: 2002-2003